# Кансо (пролив)
Кансо (англ. Canso Strait, фр. détroit de Canso) — пролив, разделяющий полуостров Новая Шотландия от острова Кейп-Бретон. Длина — 27 км, ширина — 3 км, глубина — 60 м. Пролив Кансо является частью Залива Св. Лаврентия между южным берегом острова Кейп-Бретон и северным берегом полуострова Новая Шотландия. Насыпь Кансо (англ. Canso Causeway) через пролив Кансо соединяет остров Кейп-Бретон и полуостров Новая Шотландия в одну канадскую провинцию. Наиболее значительные населённые пункты — Порт-Хоксбери и Малгрейв, расположенные по разным берегам пролива.